# 멕시코 해군
멕시코 해군(스페인어: Armada de México)은 멕시코의 두 개의 독립적인 군대 중 하나이다. 해군의 사령관은 내각 장관이자 해군 장교인 해군 장관이다.
멕시코 해군의 명시된 임무는 "외부 방어를 위해 연방의 해군력을 사용하고 내부 질서를 돕는 것"이다. 2020년 현재, 해군은 약 68,200명의 남녀와 예비역, 189척 이상의 선박, 그리고 약 130대의 항공기로 구성되어 있다. 해군은 대응 능력을 향상시키기 위해 지속적인 현대화 프로그램을 유지하려고 시도한다.
멕시코의 넓은 면적 (3,149,920 km2 (1,216,190 sq mi))과 넓은 해안선 (11,122 km6,911 mi)을 고려할 때, 해군의 임무는 매우 중요하다. 아마도 해군이 현재 진행 중인 가장 중요한 임무는 마약과의 전쟁과 멕시코만 캄페체주의 페멕스 유정을 보호하는 것일 것이다. 멕시코 해군의 또 다른 중요한 임무는 허리케인 구조 작전과 다른 자연 재해에서 사람들을 돕는 것이다.
멕시코 해군은 라틴아메리카와 북아메리카에서 두 번째로 큰 해군이며, 미국과 브라질 다음으로 아메리카에서 세 번째로 큰 해군이다.

## 역사
멕시코 해군은 1821년 전쟁부 창설에 기원을 두고 있다. 그 해부터 1939년까지 유기적인 부처에서 멕시코군과 공동으로 존재했다. 1810년 9월 스페인으로부터 독립을 선언한 이후, 19세기 중반까지, 멕시코는 주로 독립을 인정하지 않은 스페인에 대항하여, 끊임없는 전쟁 상태에 있었다. 그러므로, 우선 순위는 해안으로부터 마지막 남은 스페인군을 쫓아내기 위해 미국으로부터 그것의 첫 함대를 구매하는 것이었다.

## 조직
멕시코의 대통령은 모든 군대의 총사령관이다. 해군의 일상적인 통제는 해군 장관인 호세 라파엘 오헤에다 두란에게 있다. 멕시코에는 군대와의 합동 부대 지휘 체계가 없어서, 장관은 대통령에게 직접 보고한다. 해군은 총사령부와 3개의 해군 병력을 가지고 있다. 게다가 8개의 지역(태평양 연안에 4개, 멕시코만 연안에 3개, 레지옹 해군 중부에 3개)이 있고, 수도 멕시코시티와 그 주변에, 제7해병보병여단, 중앙특수작전단, 항공수송비행단 등 해군 병력을 분류하고, 13개의 구역과 14개의 해군 구역이 있다.